# ألكسندر أندريفيتش إيفانوف
الكسندر أندريفيتش ايفانوف (بالروسية: Алекса́ндр Андре́евич Ива́нов)‏ (و. 1806 – 1858 م) هو رسام من الإمبراطورية الروسية . ولد في سانت بطرسبرغ.
توفي في سانت بطرسبرغ.

## أعمال بارزة
من أهم أعماله Appearance of Jesus Christ to Maria Magdalena

## معرض صور

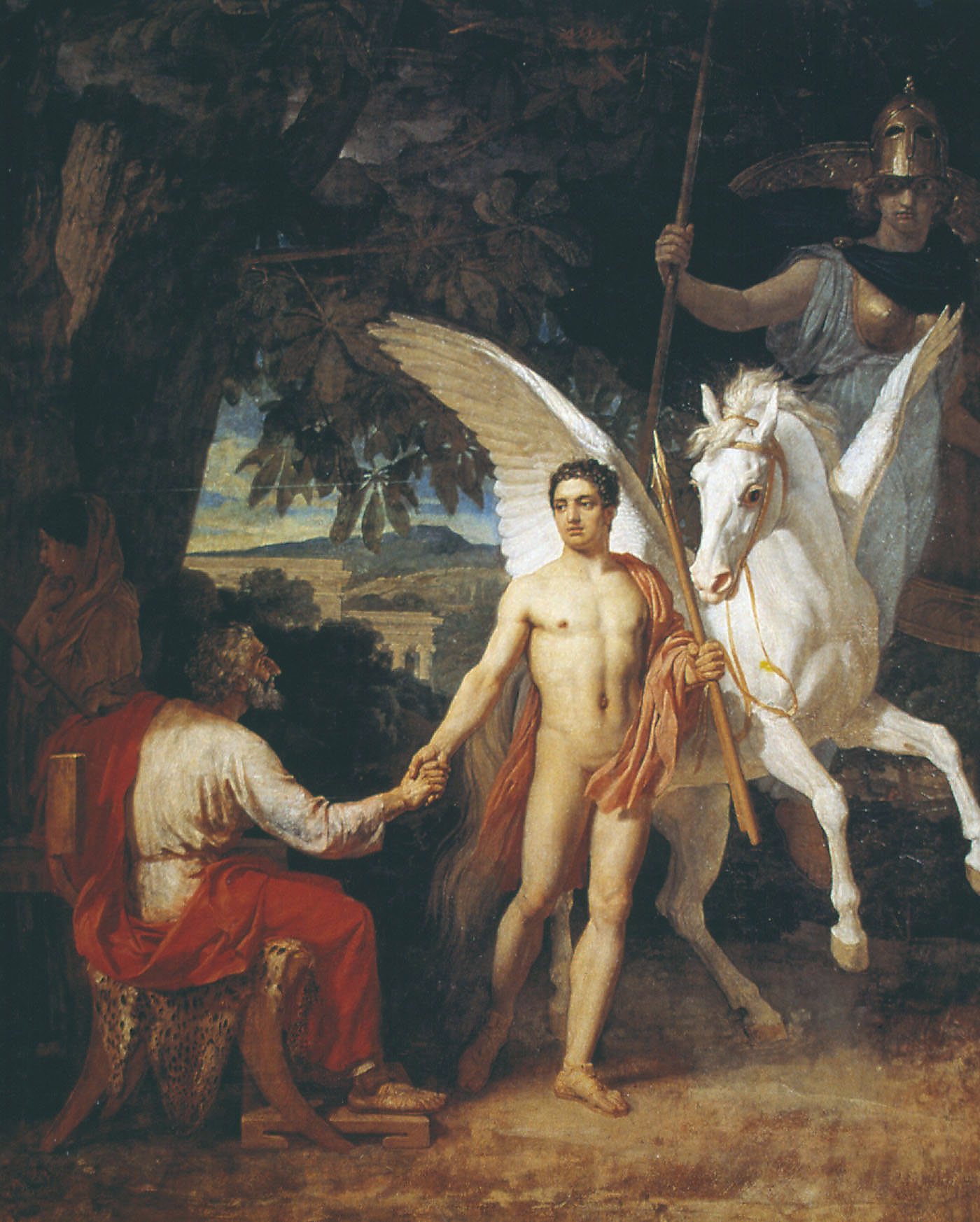
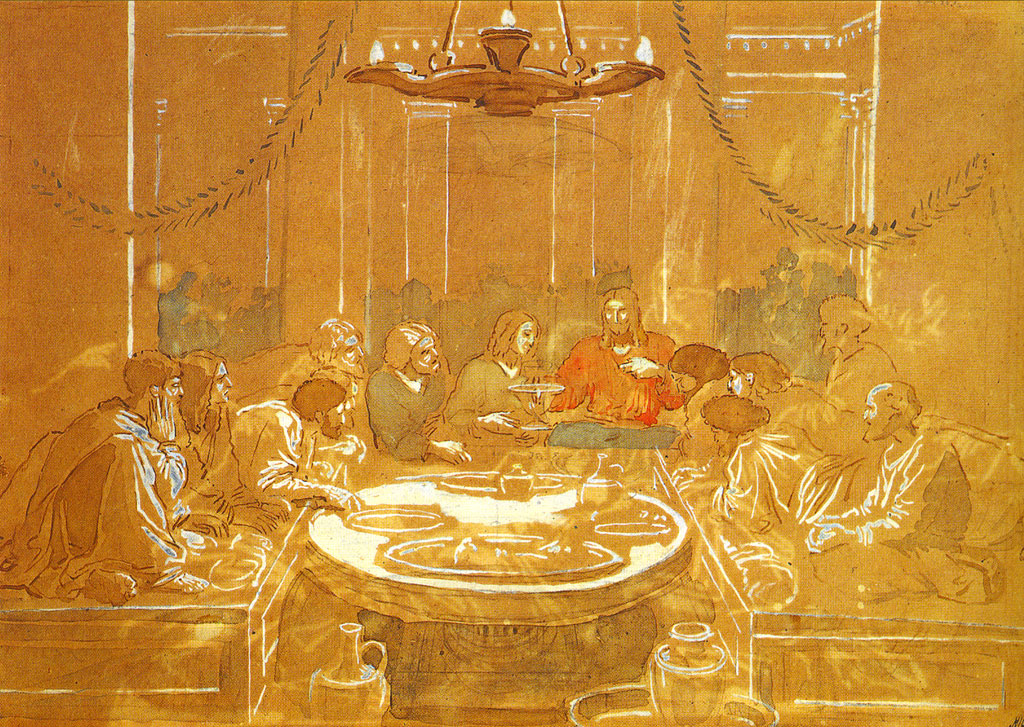
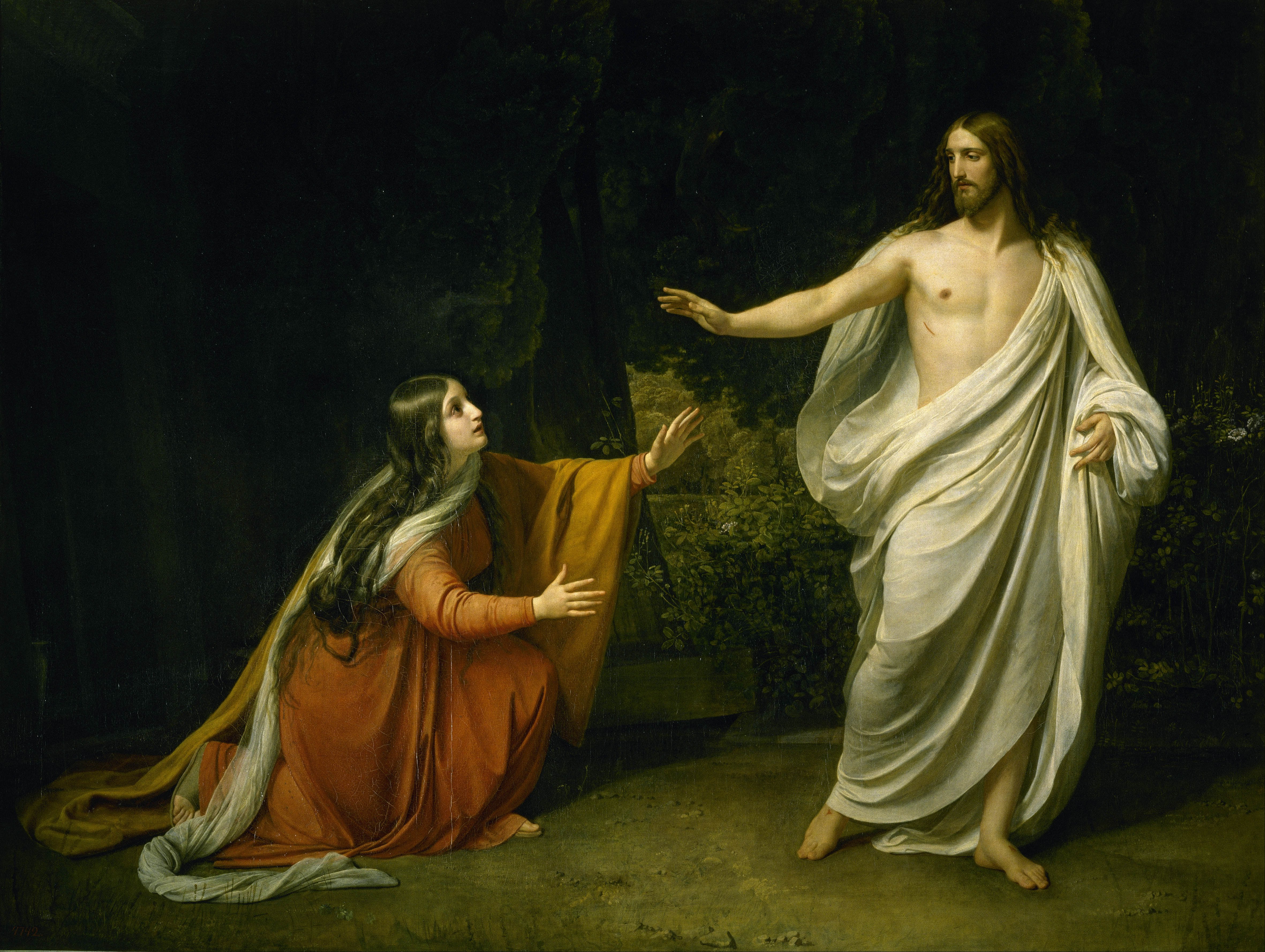

## روابط خارجية
- ألكسندر أندريفيتش إيفانوف على موقع الموسوعة البريطانية (الإنجليزية)